# 20,13
20,13 ist ein Filmdrama des portugiesischen Filmregisseurs Joaquim Leitão aus dem Jahr 2006. Der auch deutliche Merkmale eines kritischen Kriegsfilms zeigende, psychisch und körperlich gewalttätige Weihnachtsfilm spielt an Heiligabend 1969 im portugiesischen Kolonialkrieg in der damaligen portugiesischen „Überseeprovinz“ Mosambik.
Der Film weist auch Züge eines Kriminalfilms und eines Thrillers auf und war nach Inferno (1999) der zweite Film des Regisseurs, der sich mit dem portugiesischen Kolonialkrieg auseinandersetzt.
Der Filmtitel bezieht sich auf eines von zwei im Film wiederkehrenden Bibelzitaten, aus dem Dritten Buch Moses (Levitikus, Kapitel 20, Vers 13). Dort wird Homosexualität verboten. Auch als Nummer eines Spinds ist der Titel im Film von Bedeutung.

## Handlung
Es ist der 24. Dezember 1969 im Norden Mosambiks, und eine portugiesische Patrouille befindet sich auf dem Weg durch unwegsames Gelände zurück zu ihrem Lager. Sie haben einen schwarzen Gefangenen und einen verwundeten eigenen Soldaten bei sich und bewegen sich müde und von der Hitze geplagt, haben es aber ungewöhnlich eilig. Denn sie wollen nicht nur der Gefahr im offenen Gelände entkommen, sie wollen auch schnell zurück ins Lager, wo sie ein bisschen weihnachtliche Abwechslung im zermürbenden Kriegsalltag erwartet. Ein kleines Fest verspricht Ablenkung von der Sehnsucht nach zuhause, und alle erwarten die übliche inoffizielle Feuerpause zu Weihnachten.
Zurück im Lager zeigen sich allerdings zunehmende Anzeichen, dass es ein wenig entspannter Tag wird. Zunächst landet ein Hubschrauber im Lager, aus dem nicht nur der Kaplan für die Weihnachtsfeier, sondern auch die attraktive Ehefrau Leonor des Lagerhauptmanns steigt, deren starke Persönlichkeit sich schnell offenbart und die ein schwieriges Verhältnis zu ihrem Ehemann hat, der ein Geheimnis verbirgt: seine verbotene Liebesbeziehung zum vitalen Soldaten Vicente. Esperança, die Ehefrau des Lagerarztes, ahnt dies, kann sich aber niemandem anvertrauen und scheint langsam wahnsinnig zu werden, angesichts der zunehmenden äußeren, vor allem aber inneren Spannungen, dank ihrer unterdrückten Gefühle für den Lagerhauptmann, die angesichts ihrer beider Ehen und dessen Homosexualität völlig unmöglich sind und sie diese absolut niemandem offenbaren kann. Auch der zupackende Unterleutnant Gaio ahnt Ungereimtheiten bei seinem ihm ablehnend gegenüberstehenden Vorgesetzten, steht aber selbst im inneren Konflikt zwischen militärischem Gehorsam und innerer Ablehnung des Krieges.
Alle bemühen sich, den Schein zu wahren und ein gelöstes Weihnachtsfest zu haben, doch schon bald entwickelt sich der Heiligabend zu einem Albtraum: auf den Gefangenen wird ein Messerattentat in seiner Zelle verübt, nachdem er Augenzeuge eines Vorfalls vor seiner Zelle wurde, infolgedessen der Soldat Vicente erschossen aufgefunden wird, ohne dass es eine Erklärung oder eindeutige Täter gibt. Explosionen zerbrechen die Heilige Nacht und das Lager wird unerwartet Ziel eines besonders harten und langen Angriffs. Das Durcheinander mit Toten und Verletzten reißt immer tiefere Löcher in die emotionale Verfassung der Soldaten. Währenddessen versucht Unterleutnant Gaio in den Feuerpausen, den Mordanschlag auf den Gefangenen aufzuklären, wobei ihm die Bibelkenntnisse des Kaplans nützlich werden.
In dieser angespannten Situation zeigen sich auch die verschiedenen Charaktere und geistigen Verfassungen der Soldaten. Die Gewalt des Guerillakrieges überschneidet sich mit der Gewalt der Gefühle, und der Todesmut der einen kreuzt sich mit der Lebensmüdigkeit der anderen. Im Laufe der aufgewühlten und unübersichtlichen Nacht werden dann noch mehr Geheimnisse und Gefühle offenbar.
Schließlich übernimmt der stark angespannte Lagerkommandant selbst die Ausschaltung der improvisierten Artilleriestellung der Angreifer, hinterlässt dem Unterleutnant einen erklärenden Brief zu den von ihm zur Verschleierung seiner unzulässigen homosexuellen Beziehung begangenen Morden, und findet nach seinem erfolgreichen Kommandoeinsatz im gegnerischen Feuer den Tod.
Als im Morgengrauen die Verstärkung mit dem vorgesetzten Oberstleutnant eintrifft, versucht der Unterleutnant, der nun neuer Lagerkommandant ist, diesem die Zusammenhänge darzulegen. Dieser jedoch wischt die Informationen beiseite, konstruiert für die Akten kurzerhand eine schlüssige, der Militärpropaganda entsprechende Heldengeschichte ohne interne Morde und Homosexualität, und wird von einem Hubschrauber wieder abgeholt. Zurück bleibt ein zur äußeren Ruhe zurückgekehrtes Lager mit innerlich erschütterter Besatzung, während die ernüchterte Esperança nun ins Kloster geht, um den ihrerseits begangenen Mord an ihrem Ehemann zu büßen.

## Produktion
Die Dreharbeiten fanden zwischen dem 27. Juni und dem 12. August 2006 im Landkreis Alcochete in Portugal statt. Der Film wurde von der portugiesischen Filmproduktionsgesellschaft MGN Filmes produziert, mit finanzieller Beteiligung der portugiesischen Filmförderung ICA, des portugiesischen öffentlich-rechtlichen Fernsehsenders RTP und des portugiesischen Medienunternehmens Lusmondo/PT Media (heute NOS).
Neben der Filmmusik von António Emiliano sind im Film noch zwei Lieder zu hören, die bei der Weihnachtsfeier vorgetragen werden. Zum einen singt Carla Chambel als Esperança zusammen mit Angélico Vieira als Soldat Vicente das unbeschwerte Lied Ele e Ela, das als portugiesischer Beitrag zum Grand Prix Eurovision de la Chanson 1966 durch Madalena Iglésias anhaltend populär wurde. Zum anderen trägt Marco Paiva als Soldat Montemor-o-Novo das Anti-Kriegs-Lied Menina dos Olhos Tristes von José Afonso anrührend vor, sich selbst nur auf der Gitarre begleitend.

## Rezeption
Nach einer Vorpremiere am 15. Dezember 2006 im Lissabonner Forum Lisboa (das ehemalige Cinema Roma) kam der Film am 21. Dezember 2006 in die portugiesischen Kinos, wo er angesichts des schweren Themas mit 10.646 Besuchern einen Achtungserfolg verzeichnete.
Bei den Globos de Ouro 2007 war Hauptdarsteller Marco d‘Almeida, zwei Tage nach der Nelkenrevolution 1974 selbst in Mosambik geboren, für den Preis als bester Schauspieler nominiert.
Am 19. Oktober 2019 lief er erstmals im portugiesischen Fernsehen, bei RTP2, wo er am 20. Juni 2020 wiederholt wurde.
20,13 erschien 2007 als DVD bei ZON Lusomundo.